# دمیترو برووکین
دمیترو برووکین (انگلیسی: Dmytro Brovkin؛ زادهٔ ۱۱ مهٔ ۱۹۸۴) بازیکن فوتبال اهل اوکراین است.
از باشگاه‌هایی که در آن بازی کرده‌است می‌توان به باشگاه فوتبال زوریا لوهانسک اشاره کرد.
وی همچنین در تیم ملی فوتبال Ukraine U21 بازی کرده‌است.